# Разграбление Рима (1084)

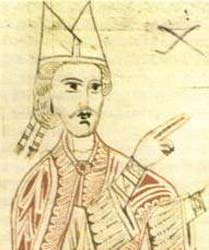
Папа Григорий VII

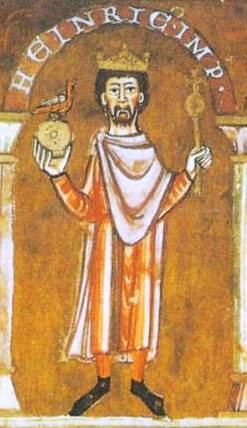
Император Генрих IV

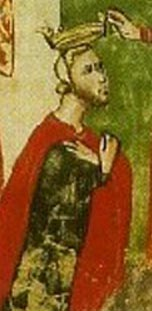
Роберт Гвискар

Разграбление Рима 1084 года (итал. Sacco di Roma del 1084) — одно из наиболее жестоких событий «борьбы за инвеституру» (противостояния папства и Священной Римской империи XI — XII веков), кульминация борьбы папы Григория VII с императором Генрихом IV.

## Исторический фон
В 1075 году Генрих IV решил назначить епископа Милана, вынудив папу Григория VII к ответным действиям. В феврале 1076 года он издал декрет об отлучении императора от церкви и лишении трона. Генрих, стремясь сохранить за собой престол, совершил в 1077 году унизительное «хождение в Каноссу», надеясь на прощение и отмену папских декретов. Тем не менее, конфликт усугубился, когда Григорий VII, опираясь на помощь норманнов и Матильды Тосканской, сумел обеспечить себе поддержку мятежных герцогов и поддержал избрание «антикороля» Германии (Рудольфа Рейнфельденского), а Генрих выступил на стороне антипапы Климента III. В конечном итоге, после гибели Рудольфа, Генрих IV решил положить конец соперничеству с помощью силы, и в 1083 году захватил Рим, принудив Григория VII спасаться бегством в Кастель Сант-Анджело.

## Разграбление
После нескольких месяцев осады Папа призвал на помощь нормандцев Роберта Гвискара, которые 21 мая 1084 года преодолели стену Аврелиана и подвергли Рим опустошению и разграблению в течение трёх дней. Весь город был разорён, но особенно пострадал район между Колизеем, Латеранским дворцом, Авентинским и Эсквилинским холмами; были разрушены базилики Святого Климента, Санти-Куаттро-Коронати и Санти Джованни э Паоло.
Вследствие погрома весь этот район Рима остался необитаемым, поскольку население сосредоточилось в излучине Тибра, вблизи Кастель Сант-Анджело. Эти события вызвали дальнейшую изоляцию собора Святого Иоанна Крестителя на Латеранском холме от городского центра и перемещение резиденции пап в Ватикан, совершившееся по окончании Авиньонского пленения пап.
Григорий VII не получил никаких выгод от вмешательства нормандцев, наоборот — он был вынужден бежать от гнева горожан и умер в Салерно в 1085 году, в плену у Роберта Гвискара.